# Ювелирное искусство Аугсбурга
Ювелирное искусство в Аугсбурге ведёт свою историю со времён средневековья. Уже в XV веке Аугсбург стал одним из самых известных центров ювелирного искусства Европы. В Германии с Аугсбургом соперничали только мастера из Саксонии и Шлезвига. Если говорить о немецком стиле, выделяющем нацию среди других народов Европы, то в данном случае речь идёт об умелом использовании декоративных возможностей материала, включая позолоту серебряных изделий и гравировку. Немецкое барокко отличалось богатством выразительных форм, которое вплотную соседствовало с излишествами. Поэтому аугсбургский стиль оценивают по-разному.

## Ранняя история
Большинство ювелиров работали по рисункам художников-орнаменталистов, но были и те, кто сами создавали рисунки для своих изделий. Не все изделия были из чистого серебра. Иоганн Шнелль, например, очень искусно украшал серебряные изделия позолотой и эмалью. До XVII века в основном применялся «ремешковый орнамент», то есть переплетение завитков, как на художественно выполненных ремнях. Потом стали всё чаще встречаться растительные мотивы: цветы, плоды и листья. Причём начал побеждать реализм: растения изображались без особых фантазий. Зато их собирали в живописные группы и гирлянды, и именно в этом виде они украшают поверхность тарелок, больших блюд, кубков и кружек.

## Рококо
К середине XVII века «ремешковый орнамент» исчез, но оставил наследников: кнорпельверк и ормушельверк. Узоры хрящевидного вида и вида, напоминающего ушную раковину, свидетельствовали о приближении эпохи рококо. В век рококо аугсбургское ювелирное искусство не только не снизило свой художественный уровень, но и вышло в абсолютные лидеры в Германии и Западной Европе. В восемнадцатом веке предметы, изготовленные аугсбургскими ювелирами, заполнили собой практически все дворцы царствующих домов Европы. Больше всего заказов поступало из Пруссии. Правда, Фридрих Великий переплавил почти всё аугсбургское серебро из своих коллекций, чтобы превратить его в монеты и расплатиться с армией во времена Семилетней войны.

## Классицизм
Рококо постепенно сменил классицизм. Ясный и спокойный стиль классицизма не подходил аугсбургскому менталитету. В новых условиях Аугсбург стал терять передовые позиции. Новый удар по аугсбургским ювелирам нанесла демократизация общества. Покупателей стало на порядок больше, но каждый из них платил немного. Подстраиваясь под перемены, ювелирное искусство стало заметно удешевляться: пошла «штамповка». Вещи стали изготавливать без особых затей: побыстрее и побольше по количеству. К тому же на рынок хлынули ещё более дешёвые изделия из Англии — плоды промышленной революции. Спрос на уникальные художественные изделия резко сократился. Сократился в результате и ассортимент. Остались лишь столовое серебро, канделябры и туалетные приборы: в стиле классицизма, простые и строгие, с гладкой поверхностью и античным орнаментом.